# Kościół św. Rajnolda w Dortmundzie
Kościół św. Rajnolda w Dortmundzie (niem. St.-Reinoldi-Kirche lub częściej Reinoldikirche) – kościół luterański, położony w centrum Dortmundu przy skrzyżowaniu ulic Westenhellweg z Ostenhellweg. Jest najstarszym zachowanym kościołem w historycznym centrum miasta; najstarsze zachowane fragmenty obecnej trzynawowej, trzyprzęsłowej, romańskiej bazyliki z późnogotyckim prezbiterium pochodzą z poł. XIII w.
Kościół św. Rajnolda był w średniowieczu, jako kościół miejski i rajcowski, duchowym ośrodkiem Wolnego Miasta Rzeszy Dortmundu i do reformacji również głównym kościołem farnym miasta. Obecnie jest kościołem ewangelickim.
Kościół św. Rajnolda stanowi ważny akcent architektonicznej sylwetki centrum miasta. Jest uważany za geograficzny środek Dortmundu i jego symbol. Kościół otrzymał wezwanie patrona miasta, św. Rajnolda i nosił je oficjalnie do początków reformacji.

## Historia i architektura

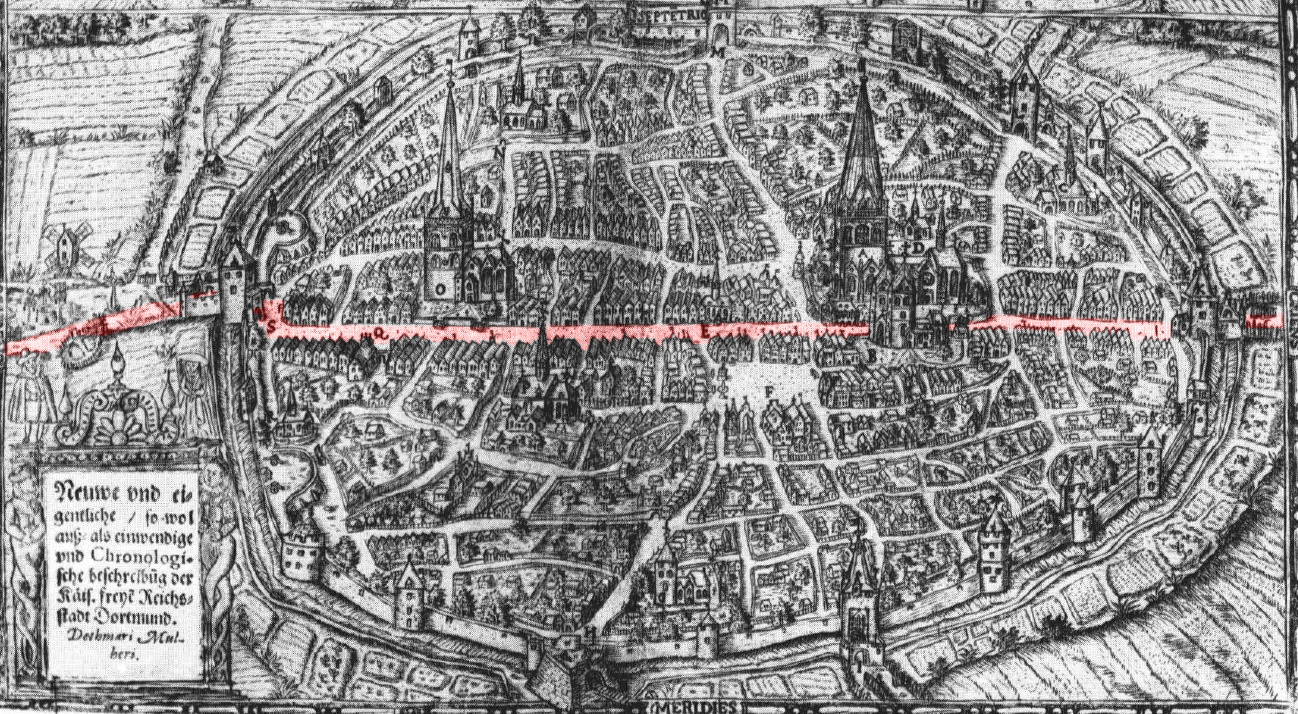
Hellweg w Dortmundzie (zaznaczony na czerwono) na planie Detmara Muhlera (ok. 1610)

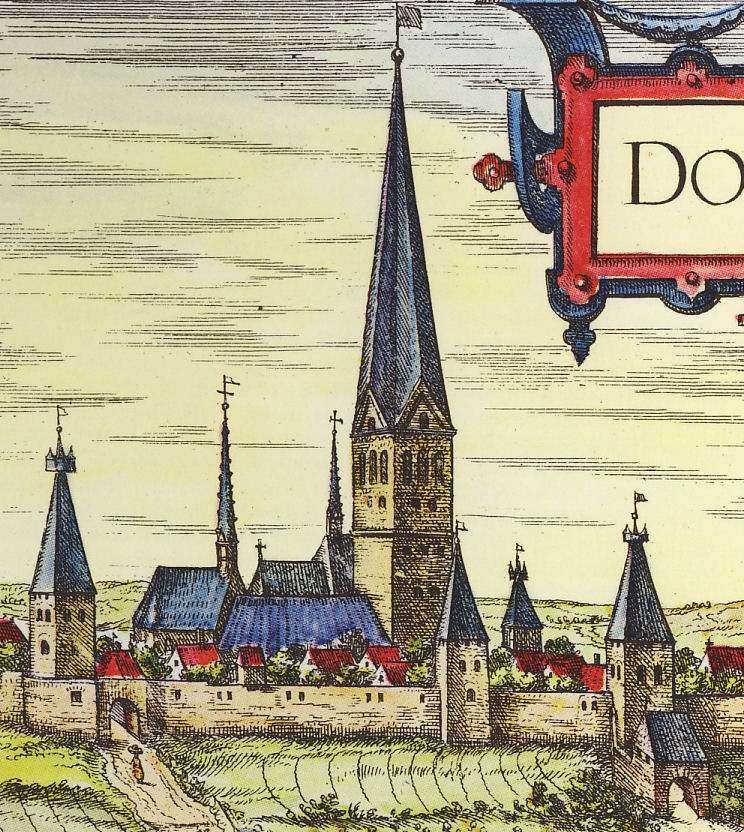
Kościół św. Rajnolda na rycinie Brauna-Hogenberga z końca XVII w

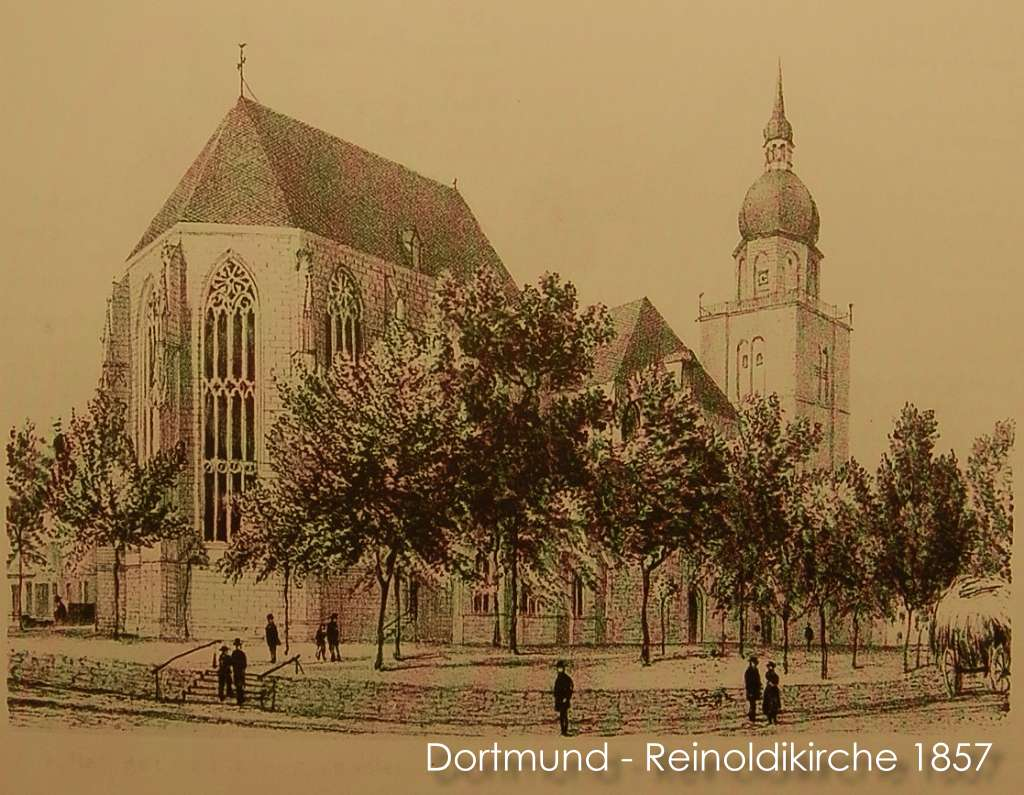
Kościół św. Rajnolda ok. 1857

Kronikarze Dortmundu przypuszczają, iż pierwotny kościół wybudowany został w IX w. przy skrzyżowaniu staroniemieckiego traktu handlowego (niem Hellweg) biegnącego ze wschodu na zachód z innym historycznym traktem, prowadzącym z Kolonii do Bremy. Po tym kościele nie zachowały się jednak żadne ślady.
Znajdowało się natomiast w tym miejscu królewskie palatium z czasów ottońskich. Należący do palatium kościół salowy z transeptem i półokrągłą absydą został ok. 1060 zniszczony, po czym odbudowany  z nową, zewnętrzną kryptą w celu przyjęcia, być może ok. 1065, sprowadzonych do Dortmundu relikwii św. Rajnolda. Legenda głosi, że św. Rajnold zmarł w 960 jako mnich w kolońskim klasztorze św. Pantaleona. Ten odbudowany kościół, już pod wezwaniem św. Rajnolda, został prawdopodobnie też zniszczony podczas walk w latach 1113–1115 i zaraz po tym odbudowany.
Pożar miasta z lat 1231/1232 zniszczył kościół po raz trzeci. Świadczą o tym ślady po pożarze, które niedawno odkryto podczas badań archeologicznych prowadzonych przy północnej ścianie dzisiejszej świątyni. Odbudowa miała miejsce pomiędzy 1233 a 1235. Z tego okresu budowy pochodzą zachowane do dzisiaj nawa i transept, które zostały ukończone ok. 1260.
W rozwoju miasta ważną rolę odgrywał spór o jus patronatus nad kościołem św. Rajnolda; prawo do obsadzania stanowiska proboszcza należało przede wszystkim do dziekana kolońskiej kolegiaty St. Maria ad Gradus. Z dokumentów wynika, iż między 1262 a 1290 trwały kościelno-prawne procesy, które zakończyły się kompromisem: kolońska kapituła kolegiacka mogła wyznaczyć na urząd proboszcza tylko obywatela Dortmundu. Dopiero od 1421 rada miejska wydaje się sprawować patronat nad kościołem św. Rajnolda.
Obecnie istniejąca budowla to późnoromańska, trzyprzęsłowa bazylika z transeptem i z dobudowanym późnogotyckim prezbiterium, wzniesiona w zasadniczym zrębie w latach 1250–1270.
W XIV w. Wolne Miasto Dortmund było pod presją toczących się wokół walk o władzę i podział wpływów, udało mu się jednak obronić swoją niezależność. Od 29 maja 1388 do 8 listopada 1389 trwał „wielki spór” (niem. „Große Fehde”), po którym Dortmund umocnił  swoją pozycję. Rozwinięty w następnych latach gospodarczy potencjał miasta znalazł swój wyraz m.in. w kosztownościach ofiarowanych kościołowi. Pomiędzy 1421 a 1450 dobudowano do kościoła wielkie prezbiterium dla członków rady miejskiej, zachowane do dzisiaj. W 1446 dobudowano zakrystię.
Wyposażenie kościoła wskazuje wyraźnie, iż zasadniczą funkcją budowli było reprezentowanie Wolnego Miasta Rzeszy. Na granicy pomiędzy nawą a prezbiterium ustawiono rzeźby Karola Wielkiego i patrona miasta, św. Rajnolda. Nad obiema rzeźbami wisi herb miasta – czarny orzeł, bardzo podobny do orła z herbu Rzeszy. Umieszczenie stalli dla rajców przed relikwiarzem ze szczątkami patrona miasta i kościoła wyraźnie wskazuje na ścisłe połączenie  wyobrażeń religijnych z sakralnymi.
Wieża kościoła św. Rajnolda została odnowiona w latach 1443-1454. Osiągnęła wówczas wysokość 112 m i została nazwana „cudem Westfalii” (niem. „Wunder von Westfalen”). Hełm wieży był odnowiony po raz pierwszy w 1519. 24 czerwca 1520 pokryto jego powierzchnię blachą miedzianą, a 27 lipca umieszczono na jej wierzchołku kulę. Iglica wieńcząca hełm wieży miała 7 m wysokości, więc cała wieża osiągnęła ostatecznie 119 m, dominując nad miastem.
W 1661 trzęsienie ziemi spowodowało zawalenie się wieży. Fundament pod nową wieżę położono w 1662 a w 1701 gotową konstrukcję zwieńczono barokowym hełmem.
Podczas I wojny światowej parafia św. Rajnolda ofiarowała dzwony kościelne, miedzianą blachę z dachu oraz prospekt organowy jako surowiec do produkcji uzbrojenia. Po wojnie w 1926 w północno-zachodniej części kościoła urządzono tzw. Kaplicę bohaterów, poświęconą ofiarom wojny.
Podczas drugiej wojny światowej kościół został ciężko uszkodzony. 6 października 1944 podczas czwartego nalotu dywanowego aliantów na Dortmund kościół został doszczętnie zniszczony. Pozostały tylko fragmenty ścian i prezbiterium oraz kikut wieży.
Powojenna odbudowa świątyni, finansowana częściowo z ofiar, a częściowo z loterii, rozpoczęła się w 1950 i trwała sześć lat. 3 czerwca 1956 miała miejsce uroczysta konsekracja nowo odbudowanego kościoła św. Rajnolda. Odpowiednio do estetyki tamtego czasu ściany kościoła były nieotynkowane.

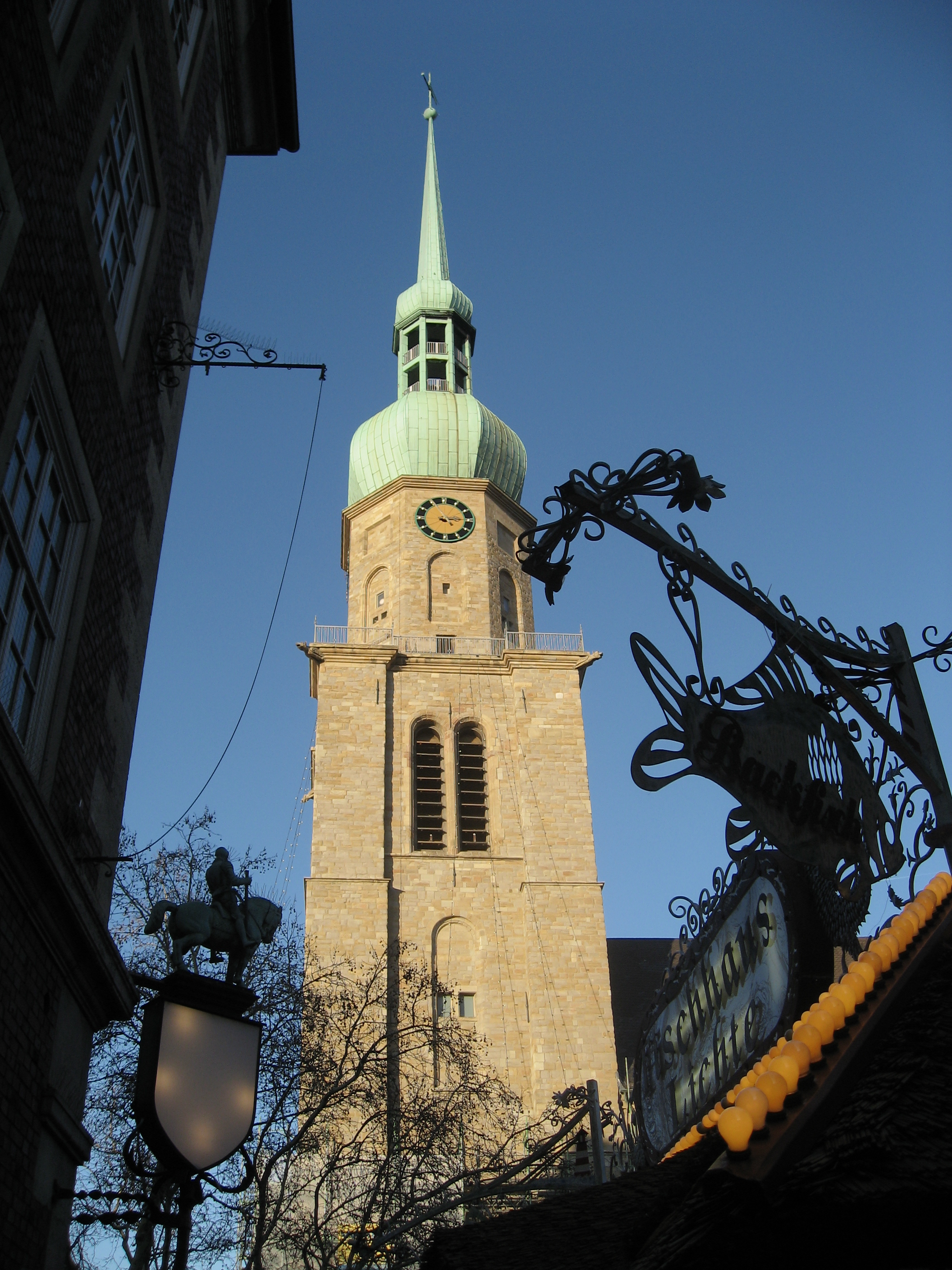
Wieża kościoła św. Rajnolda

Do odbudowy wieży wykorzystano beton, jedynie część zewnętrzną wyłożono, jak dawniej, kamieniem. Odbudowa wieży nawiązywała do jej wcześniejszej, barokowej sylwetki, dokonano jednak pewnych zmian: podwyższono latarnię i zwieńczono ją smuklejszą iglicą, niż ta, która była przed wojną. Na czubku iglicy umieszczono w 1954 metalowy wiatrowskaz w kształcie orła – herbu miasta Dortmund. Napisy, jakie się znalazły na wiatrowskazie są ważnym symbolem kontynuacji miejskich tradycji Dortmundu: „885 Tremonia” (rok założenia i łacińska nazwa miasta) i „1954 Dortmund” (rok zakończenia odbudowy wieży).
Wysokość wieży wynosi 104,65 m. Urządzona jest na niej platforma widokowa, na którą można się wspiąć po schodach.
W 2006 do wieży dobudowano dwupiętrową, szklaną konstrukcję. Był to rezultat konkursu architektonicznego na odbudowę wzniesionej po pierwszej wojnie światowej i zniszczonej podczas drugiej tzw. kaplicy bohaterów. Konkurs wygrał projekt dortmundzkiego biura Architekten Schröder Schulte-Ladbeck. Budowla, zrealizowana na fundamentach nieistniejącej kaplicy jest miejscem penetracji historycznej budowli kościelnej a zarazem ośrodkiem Reinoldiforum przy kościele św. Rajnolda.
1 stycznia 2007 dokonano połączenia samodzielnej dotychczas parafii św. Rajnolda z sąsiednimi parafiami: Apostel, Heliand i Melanchthon w jedną ewangelicką parafię św. Rajnolda w Dortmundzie (niem. Evangelische Kirchengemeinde St. Reinoldi Dortmund).
Na początku czerwca 2008 rozpoczęto modernizację kościoła a zwłaszcza renowację wieży, fasady zewnętrznej oraz dachu. Koszt prac oszacowano na 3,4 mln euro. Wieżę kościelną do 2009 pokrywały rusztowania a na rusztowaniach korpusu kościoła przez cały czas trwania prac renowacyjnych wisiał olbrzymi plakat reklamowy.
Aby zapewnić ciągłość prac budowlanych, powołano do życia fundację Stiftung St. Reinoldi i ogłoszono inicjatywę Rettet Reinoldi (Ratujcie Rajnolda). Celem fundacji jest zapewnienie pieniędzy na remont, bo choć z podatku kościelnego przeznacza się rocznie 40000 euro na renowację świątyni, to rzeczywiste koszty remontu wynoszą ok. 100000 euro rocznie.

## Wyposażenie

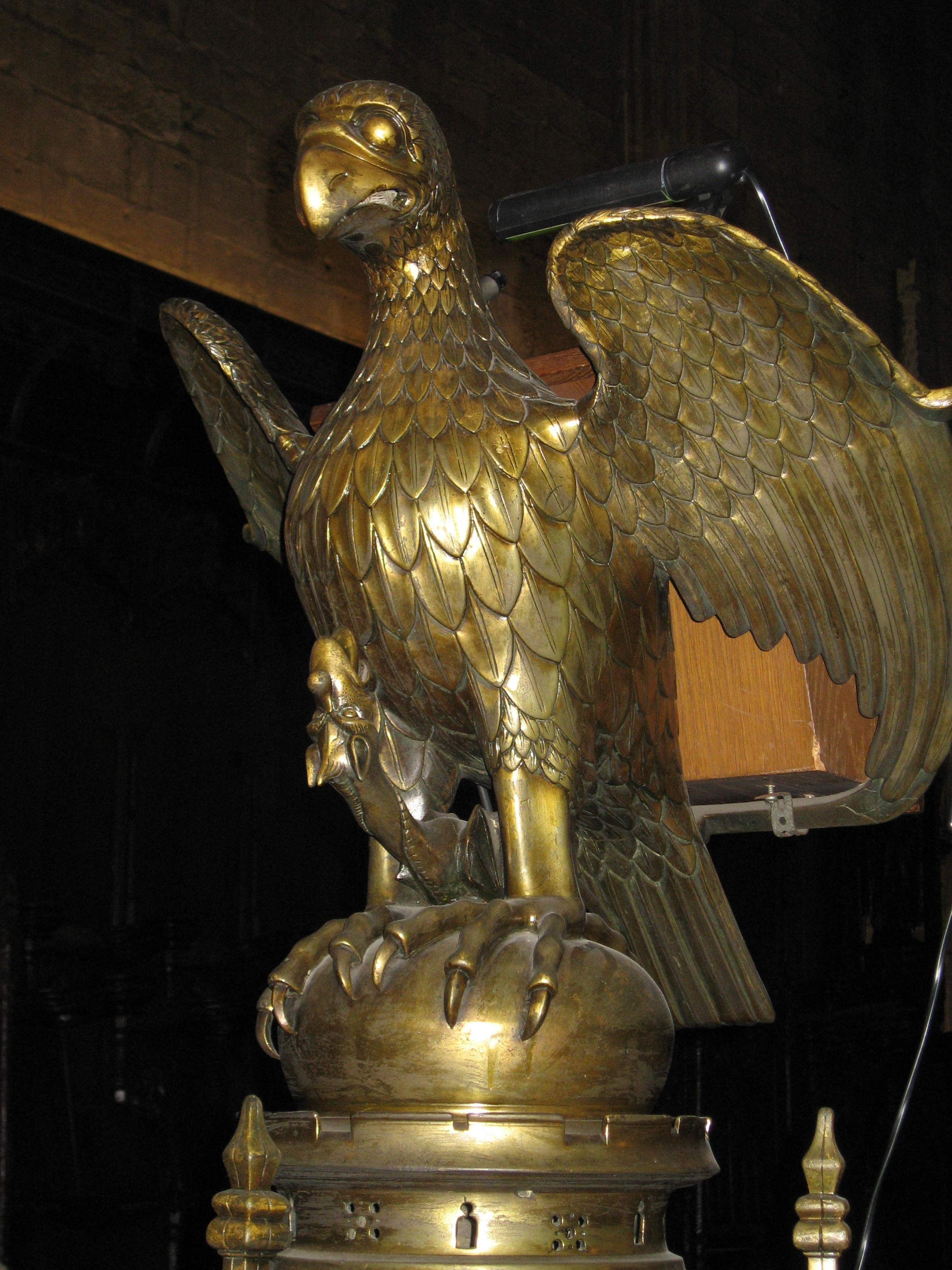
Pulpit z orłem

Pomimo zniszczeń wojennych w kościele św. Rajnolda zachowała się pewna ilość dzieł sztuki oraz historycznych przedmiotów związanych z kultem religijnym. Większość z nich została ofiarowana przez rajców miejskich oraz bogatych patrycjuszy Dortmundu między 1421 a 1450 w celu udekorowania nowo wzniesionego prezbiterium.
Po północnej stronie wejścia do prezbiterium stoi pochodząca z I pol XV w. drewniana rzeźba patrona kościoła i miasta, św. Rajnolda. Rzeźba jest umieszczona na kolumnowym podeście, ozdobionym figurami lwa i orła i osłonięta drewnianym baldachimem. Powierzchnia rzeźby była w XIX i XX w. kilkakrotnie poddawana restauracji, z zachowaniem pierwotnych barw.
Po drugiej stronie prezbiterium stoi wspomniana już figura Karola Wielkiego, reprezentująca władzę świecką. Monarcha ma na sobie zbroję pokrytą kosztownościami, na głowie cesarska koronę a w ręku dzierży insygnia władzy królewskiej – jabłko i berło. Rzeźba pochodzi z poł. XV w.
Stalle po obu stronach prezbiterium wykonał w 1462 rzeźbiarz Hermann Brabender. Liczące w sumie 42 miejsca stalle przeznaczone były dla członków rady miejskiej, biorących udział we mszy. Po zewnętrznej stronie stalli znajdują się drewniane rzeźby przedstawiające św. Rajnolda i cesarza a następnie kolejno Maryję, Jezusa i świętych:  Pantaleona, Kwiryna i Antoniego.
W 1456 tuż obok stall wybudowano relikwiarium – pomieszczenie dla przechowywania relikwii. Do XVII w. przechowywano tu relikwie św. Rajnolda oraz innych świętych. Pierwotne relikwie nie zachowały się do naszych czasów. Naprzeciwko relikwiarium znajduje się sakramentarium.

### Ołtarz główny
Retabulum ołtarzowe pochodzi z 1420 i zostało wykonane w Belgii. Przedstawia ono sceny z życia Jezusa i Maryi. W centralnej części obrazu ołtarzowego jest przedstawione ukrzyżowanie Jezusa.

### Pulpit z orłem
Pulpit z orłem pochodzi z I poł. XV w. Wykonany został w  Belgii, ówczesnym centrum sztuki brązowniczej. Pulpit ten służył do czytania ewangelii. Znajdujący się na nim orzeł symbolizuje św. Jana Ewangelistę. Orzeł ten, który jest także herbem miasta, trzyma w szponach pokonanego węża i wspiera się na ozdobnej, zakończonej półkulą kolumnie, która z kolei spoczywa na  grzbiecie lwa.

### Chrzcielnica
Stojąca w prezbiterium chrzcielnica z brązu pochodzi z 1469. Przypuszcza się, iż pierwotnie stała w zachodniej części kościoła. Otaczające ją niegdyś z boku sześć podpór wspartych na lwie, zaginęło w czasie wojny. Wokół chrzcielnicy biegną trzy napisy w ówczesnym języku środkowoniemieckim: dwa wokół górnej krawędzi i pośrodku misy chrzcielnej są maksymami, natomiast napis u podstawy chrzcielnicy głosi, iż chrzcielnicę odlał w 1469 obywatel Dortmundu, ludwisarz Johann Winnenbrock, pochodzący ze znanego w Westfalii rodu Winnenbrocków. Johann Winnenbrock odlał również przynajmniej jeden z nieistniejących już dziś dzwonów kościoła św. Rajnolda.

### Pozostałe wyposażenie
- Rzeźba Maryi z poł. XV w. nad drzwiami do zakrystii.
- 12 rzeźb Apostołów, ustawionych przed oknami.

### Organy

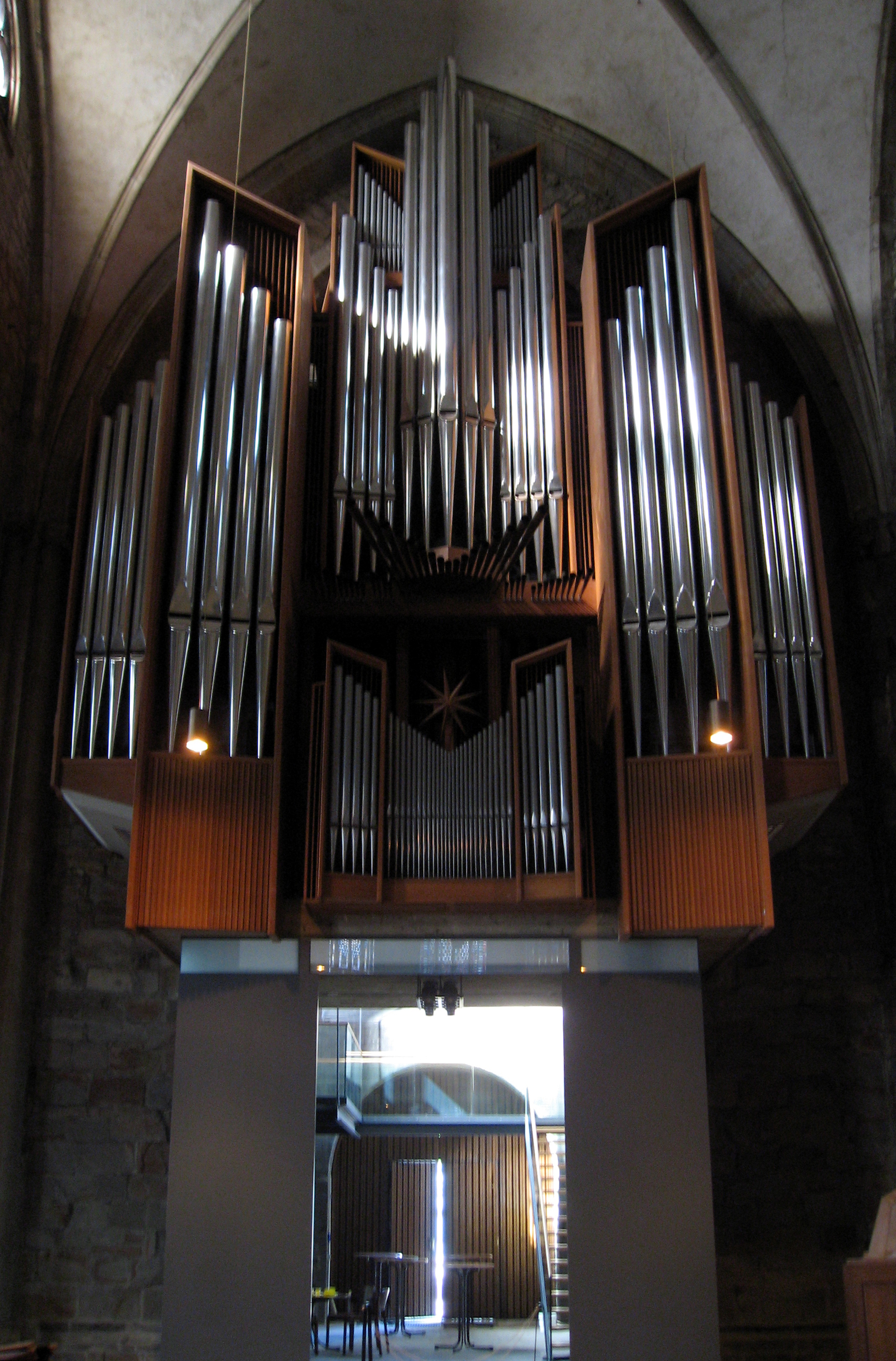
Organy

Kościół św. Rajnolda stanowi centrum muzyki kościelnej. Słynne niegdyś organy, pochodzące z warsztatu Eberharda Friedricha Walckera z 1909, uległy zniszczeniu podczas drugiej wojny światowej. Grał na nich od 1925 niemiecko-holenderski organista i kompozytor Gerard Bunk. Współczesne organy, zbudowane w 1958 przez firmę Walcker z Ludwigsburga (zdążył je jeszcze zainaugurować Bunk) składają się z 72 głosów, 4 manuałów i pedału i mają trakturę elektropneumatyczną. Zaliczają się do wybitnych przykładów sztuki organmistrzowskiej czasów powojennych.  W 1996 część elektryczna organów została odnowiona, zbudowano nowy setzer i stół gry. Przy kościele działa także Dortmundzki Chór Bachowski.

### Dzwony

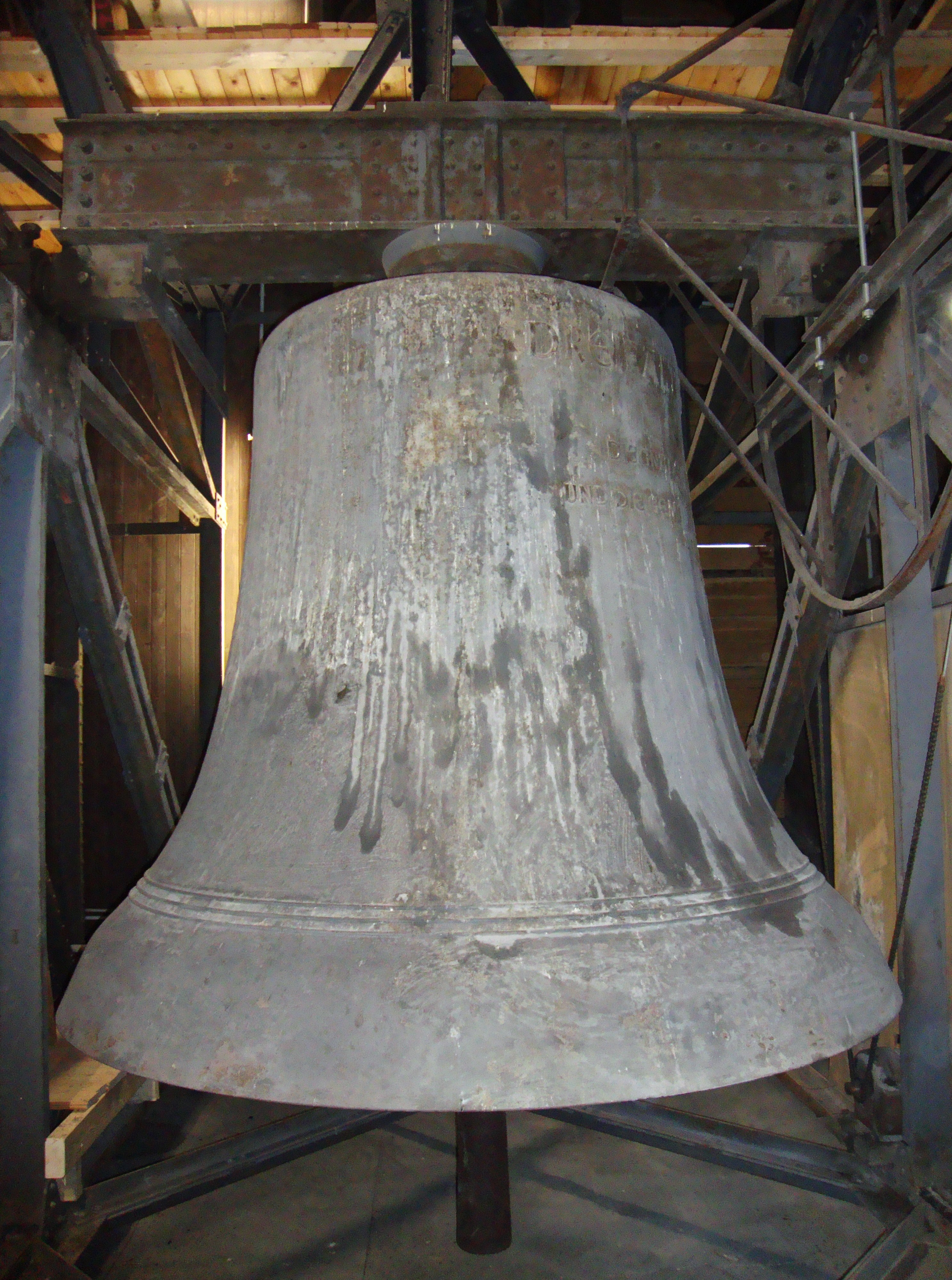
Dreifaltigkeitsglocke – największy z dzwonów kościoła św. Rajnolda

O zniszczeniach drugiej wojny światowej przypomina dzwon Kaiserglocke, który został odnaleziony po bombardowaniach i ustawiony przy południowej ścianie kościoła.
Obecnie w wieży kościelnej wisi zestaw 6 dzwonów odlanych w warsztacie ludwisarskim Bochumer Verein, ważący łącznie ok. 35 ton. Inauguracja dzwonów miała miejsce podczas wieczornych nieszporów 24 grudnia 1954 w obecności licznie zgromadzonych wiernych. Ówczesne koszty odlania 6 stalowych dzwonów wyniosły 90500 marek niemieckich. Dzwon Dreifaltigkeitsglocke największym odlanym ze stali dzwonem Westfalii.
| Nr. | Nazwa                 | Rok odlania | Ludwisarnia     | Waga    | Średnica | Tonacja |
| 1   | Dreifaltigkeitsglocke | 1954        | Bochumer Verein | 6,500 t | 2,53 m   | f0      |
| 2   | Friedensglocke        | 1954        | Bochumer Verein | 3,150 t | 2,09 m   | as0     |
| 3   | Prophetenglocke       | 1954        | Bochumer Verein | 2,500 t | 1,90 m   | b0      |
| 4   | Apostelglocke         | 1954        | Bochumer Verein | 1,500 t | 1,60 m   | des1    |
| 5   | Lutherglocke          | 1954        | Bochumer Verein | 1,100 t | 1,43 m   | es1     |
| 6   | Reinoldusglocke       | 1954        | Bochumer Verein | 0,750 t | 1,26 m   | f1      |